# أستون رش
أستون‌ رش هي قرية في مقاطعة سلماس، إيران. يقدر عدد سكانها بـ 1045 نسمة بحسب إحصاء 2016.